# Campeonato Europeo de Bádminton de 2022
El XXIX Campeonato Europeo de Bádminton se celebró en Madrid (España) del 25 al 30 de abril de 2022 bajo la organización de Badminton Europe (BE) y la Federación Española de Bádminton.
Las competiciones se realizaron en el Centro Deportivo Municipal Gallur de la capital española.
Inicialmente, el campeonato iba a disputarse en Vantaa (Finlandia), pero la federación de este país decidió cancelar la organización.
Los deportistas de Rusia y Bielorrusia fueron excluidos de este campeonato debido a la invasión rusa de Ucrania.

## Calendario
| P | Preliminares | ¼ | Cuartos de final | ½ | Semifinales | F | Finales |

| Abril de 2022        | 25 Lun | 26 Mar | 27 Mié | 28 Jue | 29 Vie | 30 Sáb |
| -------------------- | ------ | ------ | ------ | ------ | ------ | ------ |
| Individual masculino | P      | P      | P      | ¼      | ½      | F      |
| Dobles masculino     | —      | P      | P      | ¼      | ½      | F      |
| Individual femenino  | P      | P      | P      | ¼      | ½      | F      |
| Dobles femenino      | —      | P      | P      | ¼      | ½      | F      |
| Dobles mixto         | —      | P      | P      | ¼      | ½      | F      |

## Medallistas
| Evento               | Oro                                     | Plata                                 | Bronce                                                                                       |
| -------------------- | --------------------------------------- | ------------------------------------- | -------------------------------------------------------------------------------------------- |
| Individual masculino | Viktor Axelsen Dinamarca                | Anders Antonsen Dinamarca             | Toma Popov Francia Misha Zilberman Israel                                                    |
| Dobles masculino     | Mark Lamsfuß · Marvin Seidel · Alemania | Alexander Dunn Adam Hall Escocia      | Ruben Jille · Ties van der Lecq · Países Bajos Benjamin Lane · Sean Vendy · Inglaterra       |
| Individual femenino  | Carolina Marín · España                 | Kirsty Gilmour Escocia                | Neslihan Yiğit Turquía Mia Blichfeldt Dinamarca                                              |
| Dobles femenino      | Gabriela Stoeva Stefani Stoeva Bulgaria | Linda Efler · Isabel Lohau · Alemania | Amalie Magelund Freja Ravn Dinamarca Maiken Fruergaard Sara Thygesen Dinamarca               |
| Dobles mixto         | Mark Lamsfuß · Isabel Lohau · Alemania  | Thom Gicquel Delphine Delrue Francia  | Mikkel Mikkelsen · Rikke Søby Hansen · Dinamarca Robin Tabeling · Selena Piek · Países Bajos |

## Medallero
| Núm. | País         | Oro | Plata | Bronce | Total |
| ---- | ------------ | --- | ----- | ------ | ----- |
| 1    | Alemania     | 2   | 1     | 0      | 3     |
| 2    | Dinamarca    | 1   | 1     | 4      | 6     |
| 3    | Bulgaria     | 1   | 0     | 0      | 1     |
| 3    | España       | 1   | 0     | 0      | 1     |
| 5    | Escocia      | 0   | 2     | 0      | 2     |
| 6    | Francia      | 0   | 1     | 1      | 2     |
| 7    | Países Bajos | 0   | 0     | 2      | 2     |
| 8    | Inglaterra   | 0   | 0     | 1      | 1     |
| 8    | Israel       | 0   | 0     | 1      | 1     |
| 8    | Turquía      | 0   | 0     | 1      | 1     |
|      | TOTAL        | 5   | 5     | 10     | 20    |